# Sanremo si, Sanremo no
Sanremo si, Sanremo no è un album musicale, il quindicesimo e terza raccolta, di Mariella Nava pubblicato nel 2013 dalla Suoni dall'Italia su licenza Calycanthus. 
È una raccolta contenente gli 11 brani partecipanti al Festival di Sanremo da Mariella Nava come interprete o come autrice dal suo esordio ad oggi, oltre a 6 brani proposti alla commissione selezionatrice e scartati dalla gara, realizzati come gli altri in una nuova versione, ed a due inediti. 
L'album è stato ristampato anche nel 2014 (l'11 marzo) in versione Limited Edition con l'aggiunta di altri due brani presentati al Festival di Sanremo ma che non hanno avuto accesso alla manifestazione: Un minuto di silenzio e Non ci vuole un granché. 

## Tracce
Testi e musiche di Mariella Nava, salvo dove indicato.
1. Fai piano
2. Uno spiraglio al cuore
3. Come mi vuoi (M.Nava/E.De Crescenzo)
4. Gli uomini
5. Spalle al muro
6. Mendicante
7. Terra mia
8. Per amore
9. Così è la vita
10. Futuro come te (con Amedeo Minghi) (M.Nava/A.Minghi)
11. Il cuore mio
12. Piano inclinato
13. Dimmi che mi vuoi bene
14. It's forever (con Dionne Warwick)
15. Dentro una rosa
16. In nome di ogni donna (con la partecipazione di Stefano De Sando)
17. Da domani
18. Fisionomia  (inedito)
19. Il viaggio  (inedito)

Versione LIMITED EDITION (2014) (2 CD)
1. Fai piano
2. Uno spiraglio al cuore
3. Come mi vuoi (M.Nava/E.De Crescenzo)
4. Gli uomini
5. Spalle al muro
6. Mendicante
7. Terra mia
8. Per amore
9. Così è la vita
10. Futuro come te (con Amedeo Minghi) (M.Nava/A.Minghi)
11. Il cuore mio
12. Piano inclinato
13. Dimmi che mi vuoi bene
14. It's forever (con Dionne Warwick)
15. Dentro una rosa
16. In nome di ogni donna (con la partecipazione di Stefano De Sando)
17. Da domani
18. Fisionomia
19. T'invito a riprendere il viaggio (nuova versione 2014)
20. Un minuto di silenzio (inedito)
21. Non ci vuole un granché  (inedito)

## Formazione
- Mariella Nava – voce, pianoforte
- Roberto Guarino – chitarra acustica, chitarra elettrica
- Andrea Pistilli – pianoforte, chitarra
- Salvatore Mufale – tastiera
- Enzo Di Vita – batteria
- Sasà Calabrese – basso, contrabbasso
- Lutte Berg – chitarra
- Stefano Senesi – pianoforte
- Palmi Nigro – programmazione
- Fabrizio Bono - viola, violino
- Massimo Guerra – flicorno
- Davide Sensini – sax